# Zimne Wody (województwo dolnośląskie)
Zimne Wody (niem. Kaltwasser) – osada w Polsce, położona w województwie dolnośląskim, w powiecie kłodzkim, w gminie Lewin Kłodzki.

## Położenie
Zimne Wody to mała wioska leżąca na granicy Gór Orlickich i Wzgórz Lewińskich, pod grzbietem Pańskiej Góry, na wysokości około 680–710 m n.p.m.

## Podział administracyjny
W latach 1975–1998 miejscowość należała administracyjnie do województwa wałbrzyskiego.

## Historia
Zimne Wody powstały w 1684 roku jako majątek kamery śląskiej. W 1840 roku w miejscowości było 21 domów, szkoła i 19 warsztatów tkackich. Od połowy XIX wieku przez wieś przechodzili turyści z Koziej Hali i Zieleńca udający się na Pańską Górę, jednak nie wpłynęło to na rozwój miejscowości.  Po 1945 roku zaczął się proces wyludniania się Zimnych Wód, w 1992 roku były tylko dwie zagrody.

## Nazwa
9 grudnia 1947 r. nadano miejscowości polską nazwę Zimne Wody.

## Szlaki turystyczne
Przez Zimne Wody przechodzi szlak turystyczny:
- Ptak (Fort Karola) – Lisia Przełęcz – Kulin Kłodzki – Przełęcz pod Grodźcem – Leśna – Lewin Kłodzki – Taszów – Kocioł – Miejski Lasek – Jawornica – Zimne Wody – Kozia Hala – Sołtysia Kopa – Orlica – Zieleniec – Torfowisko pod Zieleńcem – Kamienna Góra – Przełęcz Sokołowska – Polanica-Zdrój.